# Lista de jogos para Atari Lynx
O Atari Lynx é um console portátil de 16 bits desenvolvido pela Atari Corporation e projetado pela Epyx, lançado na América do Norte em 1989, com uma segunda versão chamada Lynx II sendo lançada mundialmente em julho de 1991. Foi o segundo e último console portátil a ser lançado sob a marca Atari, sucedendo a iteração portátil do Touch Me de 1978. A lista a seguir contém todos os jogos lançados para o Lynx.
Revelado no Winter Consumer Electronics Show de janeiro de 1989 como Handy antes de ser rebatizado como Lynx, o sistema foi lançado para competir com consoles portáteis de 8 e 16 bits, como Game Boy, Game Gear e TurboExpress, inicialmente começando com sucesso. Devido à forte concorrência no mercado de consoles domésticos na época, a Atari Corp. concentrou seus recursos no Atari Jaguar antes de encerrar o desenvolvimento interno de jogos em 1996 e, eventualmente, descontinuar a plataforma. Cerca de 73 títulos foram lançados oficialmente em cartucho durante a vida útil do sistema no mercado, com mais três títulos sendo lançados após sua descontinuação pela Telegames. Lançado originalmente por 179,99 dólares, a Atari baixou o preço para 99,99 dólares quando o Lynx II foi lançado. Não se sabe quantas unidades do Lynx foram vendidas, mas foi sugerido que entre 1 e 3 milhões de unidades foram vendidas no total. Também estão listados os títulos de aftermarket (homebrew).

## Jogos lançados comercialmente
Aqui estão listados todos os 76 jogos do Atari Lynx lançados oficialmente.
| Regiões lançadas      | Descrição da região                                        | Lançados |
| --------------------- | ---------------------------------------------------------- | -------- |
| AN (América do Norte) | América do Norte e outros territórios NTSC.                | 76       |
| PAL                   | Territórios PAL/SECAM: grande parte da Europa e Austrália. | 76       |
| JP (Japão)            | Japão e outros territórios NTSC-J.                         | 17       |

| Título                                     | Gênero(s)                   | Desenvolvedor(es)               | Publicadora(s)       | Lançamento inicial | Regiões de lançamento |     |                  |                      |                   |      |         |
| ------------------------------------------ | --------------------------- | ------------------------------- | -------------------- | ------------------ | --------------------- | --- | ---------------- | -------------------- | ----------------- | ---- | ------- |
| Título                                     | Gênero(s)                   | Desenvolvedor(es)               | Publicadora(s)       | Lançamento inicial | Regiões de lançamento | APB | Combate veicular | Quicksilver Software | Atari Corporation | 1991 | AN, PAL |
| Awesome Golf                               | Esportes                    | Hand Made Software              | Atari Corporation    | 1991               | AN, PAL               |     |                  |                      |                   |      |         |
| Baseball Heroes                            | Esportes                    | Atari Corporation               | Atari Corporation    | 1992               | AN, PAL               |     |                  |                      |                   |      |         |
| Basketbrawl                                | Esportes                    | Hamilton and Associates         | Atari Corporation    | 1992               | AN, PAL               |     |                  |                      |                   |      |         |
| Batman Returns                             | Ação                        | Atari Corporation               | Atari Corporation    | 1992               | AN, PAL               |     |                  |                      |                   |      |         |
| BattleWheels                               | Combate veicular            | Beyond Games                    | Atari Corporation    | 1993               | AN, PAL               |     |                  |                      |                   |      |         |
| Battlezone 2000                            | Simulação de combate        | Hand Made Software              | Atari Corporation    | 1995               | AN, PAL               |     |                  |                      |                   |      |         |
| Bill & Ted's Excellent Adventure           | Aventura                    | Al Baker & Associates           | Atari Corporation    | 1991               | AN, PAL               |     |                  |                      |                   |      |         |
| Blockout                                   | Puzzle                      | P.Z.Karen Co. Development Group | Atari Corporation    | 1991               | AN, PAL               |     |                  |                      |                   |      |         |
| Blue Lightning                             | Simulador de voo de combate | Epyx                            | Atari Corporation    | 1989               | AN, PAL, JP           |     |                  |                      |                   |      |         |
| Bubble Trouble                             | Ação                        | Lore Design Limited             | Telegames            | 1994               | AN, PAL               |     |                  |                      |                   |      |         |
| California Games                           | Esportes                    | Epyx                            | Atari Corporation    | 1989               | AN, PAL, JP           |     |                  |                      |                   |      |         |
| Checkered Flag                             | Corrida                     | Atari Corporation               | Atari Corporation    | 1991               | AN, PAL               |     |                  |                      |                   |      |         |
| Chip's Challenge                           | Puzzle                      | Epyx                            | Atari Corporation    | 1989               | AN, PAL, JP           |     |                  |                      |                   |      |         |
| Crystal Mines II                           | Puzzle                      | Color Dreams                    | Atari Corporation    | 1992               | AN, PAL               |     |                  |                      |                   |      |         |
| Desert Strike                              | Shoot 'em up                | Teque London                    | Telegames            | 1993               | AN, PAL               |     |                  |                      |                   |      |         |
| Dinolympics                                | Puzzle                      | Imagitec Design                 | Atari Corporation    | 1992               | AN, PAL               |     |                  |                      |                   |      |         |
| Dirty Larry: Renegade Cop                  | Beat 'em up                 | Knight Technologies             | Atari Corporation    | 1992               | AN, PAL               |     |                  |                      |                   |      |         |
| Double Dragon                              | Beat 'em up                 | Knight Technologies             | Telegames            | 1993               | AN, PAL               |     |                  |                      |                   |      |         |
| Dracula the Undead                         | Aventura                    | Hand Made Software              | Atari Corporation    | 1992               | AN, PAL               |     |                  |                      |                   |      |         |
| Electrocop                                 | Ação                        | Epyx                            | Atari Corporation    | 1989               | AN, PAL, JP           |     |                  |                      |                   |      |         |
| European Soccer Challenge                  | Esportes                    | Krisalis Software               | Telegames            | 1993               | AN, PAL               |     |                  |                      |                   |      |         |
| Fat Bobby                                  | Plataforma                  | Lore Design Limited             | Telegames            | 1997               | AN, PAL               |     |                  |                      |                   |      |         |
| The Fidelity Ultimate Chess Challenge      | Chess                       | Telegames                       | Telegames            | 1991               | AN, PAL               |     |                  |                      |                   |      |         |
| Gates of Zendocon                          | Shoot 'em up                | Epyx                            | Atari Corporation    | 1989               | AN, PAL, JP           |     |                  |                      |                   |      |         |
| Gauntlet: The Third Encounter              | Dungeon crawl               | Epyx                            | Atari Corporation    | 1990               | AN, PAL, JP           |     |                  |                      |                   |      |         |
| Gordo 106                                  | Plataforma                  | Tenth Planet Software           | Atari Corporation    | 1993               | AN, PAL               |     |                  |                      |                   |      |         |
| Hard Drivin'                               | Corrida                     | NuFX                            | Atari Corporation    | 1991               | AN, PAL               |     |                  |                      |                   |      |         |
| Hockey                                     | Esportes                    | Alpine Software                 | Atari Corporation    | 1992               | AN, PAL               |     |                  |                      |                   |      |         |
| Hydra                                      | Ação                        | NuFX                            | Atari Corporation    | 1992               | AN, PAL               |     |                  |                      |                   |      |         |
| Hyperdrome                                 | Esportes                    | Atari Corporation               | Telegames            | 1999               | AN, PAL               |     |                  |                      |                   |      |         |
| Ishidō: The Way of Stones                  | Puzzle                      | California Dreams               | Atari Corporation    | 1991               | AN, PAL               |     |                  |                      |                   |      |         |
| Jimmy Connors' Tennis                      | Esportes                    | Hand Made Software              | Atari Corporation    | 1993               | AN, PAL               |     |                  |                      |                   |      |         |
| Joust                                      | Ação                        | Shadowsoft                      | Williams Electronics | 1992               | AN, PAL               |     |                  |                      |                   |      |         |
| Klax                                       | Puzzle                      | Atari Corporation               | Atari Corporation    | 1990               | AN, PAL, JP           |     |                  |                      |                   |      |         |
| Krazy Ace Miniature Golf                   | Esportes                    | Telegames                       | Telegames            | 1993               | AN, PAL               |     |                  |                      |                   |      |         |
| Kung Food                                  | Beat 'em up                 | Lore Design Limited             | Atari Corporation    | 1992               | AN, PAL               |     |                  |                      |                   |      |         |
| Lemmings                                   | Puzzle                      | DMA Design                      | Atari Corporation    | 1993               | AN, PAL               |     |                  |                      |                   |      |         |
| Lynx Casino                                | Cassino                     | Brian A. Rice, Inc.             | Atari Corporation    | 1992               | AN, PAL               |     |                  |                      |                   |      |         |
| Malibu Bikini Volleyball                   | Esportes                    | Hand Made Software              | Atari Corporation    | 1993               | AN, PAL               |     |                  |                      |                   |      |         |
| Ms. Pac-Man                                | Labirinto                   | Atari Corporation               | Atari Corporation    | 1990               | AN, PAL, JP           |     |                  |                      |                   |      |         |
| NFL Football                               | Esportes                    | BlueSky Software                | Atari Corporation    | 1992               | AN, PAL               |     |                  |                      |                   |      |         |
| Ninja Gaiden                               | Beat 'em up                 | BlueSky Software                | Atari Corporation    | 1991               | AN, PAL               |     |                  |                      |                   |      |         |
| Ninja Gaiden III: The Ancient Ship of Doom | Ação                        | MidNite Software                | Atari Corporation    | 1993               | AN, PAL               |     |                  |                      |                   |      |         |
| Pac-Land                                   | Plataforma                  | Atari Corporation               | Atari Corporation    | 1991               | AN, PAL               |     |                  |                      |                   |      |         |
| Paperboy                                   | Ação                        | Al Baker & Associates           | Atari Corporation    | 1990               | AN, PAL, JP           |     |                  |                      |                   |      |         |
| Pinball Jam                                | Pinball                     | Atari Corporation               | Atari Corporation    | 1992               | AN, PAL               |     |                  |                      |                   |      |         |
| Pit-Fighter                                | Luta                        | Al Baker & Associates           | Atari Corporation    | 1992               | AN, PAL               |     |                  |                      |                   |      |         |
| Power Factor                               | Ação                        | Hand Made Software              | Atari Corporation    | 1993               | AN, PAL               |     |                  |                      |                   |      |         |
| Qix                                        | Ação                        | Knight Technologies             | Telegames            | 1991               | AN, PAL               |     |                  |                      |                   |      |         |
| Raiden                                     | Shoot 'em up                | BlueSky Software                | Telegames            | 1997               | AN, PAL               |     |                  |                      |                   |      |         |
| Rampage                                    | Ação                        | Atari Corporation               | Atari Corporation    | 1990               | AN, PAL, JP           |     |                  |                      |                   |      |         |
| Rampart                                    | Estratégia                  | Atari Corporation               | Atari Corporation    | 1992               | AN, PAL               |     |                  |                      |                   |      |         |
| RoadBlasters                               | Combate veicular            | Atari Corporation               | Atari Corporation    | 1990               | AN, PAL, JP           |     |                  |                      |                   |      |         |
| Robo-Squash                                | Esportes                    | NuFX                            | Atari Corporation    | 1990               | AN, PAL, JP           |     |                  |                      |                   |      |         |
| Robotron: 2084                             | Shoot 'em up                | Shadowsoft                      | Williams Electronics | 1991               | AN, PAL               |     |                  |                      |                   |      |         |
| Rygar                                      | Plataforma                  | NuFX                            | Atari Corporation    | 1990               | AN, PAL, JP           |     |                  |                      |                   |      |         |
| S.T.U.N. Runner                            | Combate veicular            | Al Baker & Associates           | Atari Corporation    | 1991               | AN, PAL               |     |                  |                      |                   |      |         |
| Scrapyard Dog                              | Plataforma                  | Creative Software Designs       | Atari Corporation    | 1991               | AN, PAL               |     |                  |                      |                   |      |         |
| Shadow of the Beast                        | Plataforma                  | Digital Developments            | Atari Corporation    | 1992               | AN, PAL               |     |                  |                      |                   |      |         |
| Shanghai                                   | Puzzle                      | Atari Corporation               | Atari Corporation    | 1990               | AN, PAL, JP           |     |                  |                      |                   |      |         |
| Steel Talons                               | Ação                        | NuFX                            | Atari Corporation    | 1992               | AN, PAL               |     |                  |                      |                   |      |         |
| Super Asteroids & Missile Command          | Shoot 'em up                | Atari Corporation               | Atari Corporation    | 1995               | AN, PAL               |     |                  |                      |                   |      |         |
| Super Off Road                             | Corrida                     | Leland Interactive Media        | Telegames            | 1993               | AN, PAL               |     |                  |                      |                   |      |         |
| Super Skweek                               | Puzzle                      | Loriciel SA                     | Atari Corporation    | 1991               | AN, PAL               |     |                  |                      |                   |      |         |
| Switchblade II                             | Ação                        | Optimus Software                | Atari Corporation    | 1992               | AN, PAL               |     |                  |                      |                   |      |         |
| Todd's Adventures in Slime World           | Ação e aventura             | Epyx                            | Atari Corporation    | 1990               | AN, PAL, JP           |     |                  |                      |                   |      |         |
| Toki                                       | Run and gun                 | Atari Corporation               | Atari Corporation    | 1992               | AN, PAL               |     |                  |                      |                   |      |         |
| Tournament Cyberball                       | Esportes                    | BlueSky Software                | Atari Corporation    | 1991               | AN, PAL               |     |                  |                      |                   |      |         |
| Turbo Sub                                  | Atirador em primeira pessoa | NuFX                            | Atari Corporation    | 1991               | AN, PAL               |     |                  |                      |                   |      |         |
| Viking Child                               | RPG de ação                 | Imagitec Design                 | Atari Corporation    | 1991               | AN, PAL               |     |                  |                      |                   |      |         |
| Warbirds                                   | Simulador de voo de combate | Atari Corporation               | Atari Corporation    | 1991               | AN, PAL               |     |                  |                      |                   |      |         |
| World Class Fussball/Soccer                | Esportes                    | Brian A. Rice, Inc.             | Atari Corporation    | 1992               | AN, PAL               |     |                  |                      |                   |      |         |
| Xenophobe                                  | Run and gun                 | Epyx                            | Atari Corporation    | 1990               | AN, PAL, JP           |     |                  |                      |                   |      |         |
| Xybots                                     | Atirador em terceira pessoa | NuFX                            | Atari Corporation    | 1991               | AN, PAL               |     |                  |                      |                   |      |         |
| Zarlor Mercenary                           | Shoot 'em up                | Epyx                            | Atari Corporation    | 1990               | AN, PAL, JP           |     |                  |                      |                   |      |         |

## Jogos não licenciados
Há atualmente 49 jogos não licenciados/homebrew nessa lista.
| Título                                | Gênero(s)                     | Desenvolvedor(es)      | Publicadora(s)         | Lançamento inicial      | Regiões de lançamento |              |          |         |         |                       |       |
| ------------------------------------- | ----------------------------- | ---------------------- | ---------------------- | ----------------------- | --------------------- | ------------ | -------- | ------- | ------- | --------------------- | ----- |
| Título                                | Gênero(s)                     | Desenvolvedor(es)      | Publicadora(s)         | Lançamento inicial      | Regiões de lançamento | Alpine Games | Esportes | Duranik | Duranik | 25 de janeiro de 2004 | Mundo |
| Alpine Games Bonus Cartridge          | Compilação                    | Duranik                | Duranik                | 20 de fevereiro de 2006 | Mundo                 |              |          |         |         |                       |       |
| Always winter, never Christmas        | Visual novel                  | Karri Kaksonen         | White Lynx             | 6 de dezembro de 2017   | Mundo                 |              |          |         |         |                       |       |
| Bitchy                                | Puzzle                        | Rygar                  | Rygar                  | 2009                    | Mundo                 |              |          |         |         |                       |       |
| Centipede                             | Shoot 'em up                  | Shadowsoft             | Video61                | 2003                    | Mundo                 |              |          |         |         |                       |       |
| CGE 5th                               | Non-game                      | Songbird Productions   | Songbird Productions   | 2002                    | Mundo                 |              |          |         |         |                       |       |
| Championship Rally                    | Corrida                       | Songbird Productions   | Songbird Productions   | 2000                    | Mundo                 |              |          |         |         |                       |       |
| Conquest of Zow                       | Simulador de combate espacial | Harry Dodgson          | MyAtari                | 2002                    | Mundo                 |              |          |         |         |                       |       |
| Crystal Mines II: Buried Treasure     | Puzzle                        | Ken Beckett            | Songbird Productions   | 1999                    | Mundo                 |              |          |         |         |                       |       |
| Cyber Virus                           | Atirador em primeira pessoa   | Beyond Games           | Songbird Productions   | 2002                    | Mundo                 |              |          |         |         |                       |       |
| Cyber Virus: Cinci-Classic Edition    | Atirador em primeira pessoa   | Beyond Games           | Songbird Productions   | 2001                    | Mundo                 |              |          |         |         |                       |       |
| Daemonsgate                           | Role-playing game             | Imagitec Design        | B&C Computervisions    | 2003                    | Mundo                 |              |          |         |         |                       |       |
| Eye of the Beholder                   | Role-playing game             | NuFX                   | EricDeLee              | 2011                    | Mundo                 |              |          |         |         |                       |       |
| Ejagfest Slideshow                    | Non-game                      | Björn Spruck           | Luchs Soft             | 30 de dezembro de 2017  | Mundo                 |              |          |         |         |                       |       |
| Flappy Bird                           | Arcade                        | tonma                  | White Lynx             | 4 de janeiro de 2017    | Mundo                 |              |          |         |         |                       |       |
| Hanoi                                 | Puzzle                        | Devlynx, ZoneLynx      | Luchs Soft             | 9 de junho de 2017      | Mundo                 |              |          |         |         |                       |       |
| Hot Dog                               | Plataforma                    | Lore Design Limited    | Beta Phase Games       | 6 de janeiro de 2011    | Mundo                 |              |          |         |         |                       |       |
| Lexis                                 | Puzzle                        | Shadowsoft             | Songbird Productions   | 1999                    | Mundo                 |              |          |         |         |                       |       |
| Lode Runner                           | Plataforma                    | Atari Corporation      | Video61                | 16 de julho de 2008     | Mundo                 |              |          |         |         |                       |       |
| Loopz                                 | Puzzle                        | Hand Made Software     | B&C Computervisions    | 2002                    | Mundo                 |              |          |         |         |                       |       |
| Lynx Othello                          | Estratégia                    | Harry Dodgson          | Video61                | 1999                    | Mundo                 |              |          |         |         |                       |       |
| Lynxopoly                             | Party                         | Matthias Aschenbrenner | Hexgames               | 2009                    | Mundo                 |              |          |         |         |                       |       |
| Lynx Reloaded                         | Compilação                    | Sage                   | Björn Spruck           | 2009                    | Mundo                 |              |          |         |         |                       |       |
| MegaPak Vol. 1                        | Compilação                    | Songbird Productions   | Songbird Productions   | 2008                    | Mundo                 |              |          |         |         |                       |       |
| P.I.T.S.                              | Non-game                      | B. Schick              | Deutsches VPI GmbH     | 1994                    | PAL                   |              |          |         |         |                       |       |
| Poker                                 | Cassino                       | Atari Corporation      | Team Jaguar            | 2010                    | Mundo                 |              |          |         |         |                       |       |
| PokerMania                            | Cassino                       | Markus Wuehl           | MW Software            | 2003                    | Mundo                 |              |          |         |         |                       |       |
| Ponx                                  | Esportes                      | Songbird Productions   | Songbird Productions   | 18 de junho de 1999     | Mundo                 |              |          |         |         |                       |       |
| Pounce!                               | Plataforma                    | Atari Corporation      | Video61                | 2007                    | Mundo                 |              |          |         |         |                       |       |
| QuadroMania                           | Puzzle                        | RPM Software           | Beta Phase Games       | 18 de agosto de 2017    | Mundo                 |              |          |         |         |                       |       |
| Relief Pitcher                        | Esportes                      | Atari Corporation      | Team Jaguar            | 6 de janeiro de 2011    | Mundo                 |              |          |         |         |                       |       |
| Remnant: Planar Wars 3D               | Simulador de combate espacial | Songbird Productions   | Songbird Productions   | 2000                    | Mundo                 |              |          |         |         |                       |       |
| Reversi                               | Estratégia                    | Atari Corporation      | Video61                | 2007                    | Mundo                 |              |          |         |         |                       |       |
| Road Riot 4WD                         | Corrida                       | Images Software        | B&C Computervisions    | 2003                    | Mundo                 |              |          |         |         |                       |       |
| Retro X-MASsacre                      | Shoot 'em up                  | Luchs Soft             | Luchs Soft             | 6 de dezembro de 2018   | Mundo                 |              |          |         |         |                       |       |
| SFX: The Ultimate Audio Tool          | Non-game                      | Songbird Productions   | Songbird Productions   | 1998                    | Mundo                 |              |          |         |         |                       |       |
| Shaken, not stirred: eJagFest Edition | Compilação                    | Karri Kaksonen         | White Lynx             | 4 de outubro de 2018    | PAL                   |              |          |         |         |                       |       |
| S.I.M.I.S.                            | Compilação                    | B. Schick, M. Domin    | L. Baumstark           | 1998                    | AN, PAL               |              |          |         |         |                       |       |
| SokoMania                             | Puzzle                        | Markus Wuehl           | MW Software            | 1999                    | Mundo                 |              |          |         |         |                       |       |
| Solitaire!                            | Cassino                       | Karri Kaksonen         | White Lynx             | 2009                    | Mundo                 |              |          |         |         |                       |       |
| Space Battle                          | Simulador de combate espacial | Harry Dodgson          | Luchs Soft             | 1 de abril de 2019      | Mundo                 |              |          |         |         |                       |       |
| T-Tris                                | Puzzle                        | B. Schick              | L. Baumstark           | 1996                    | AN, PAL               |              |          |         |         |                       |       |
| Unseen                                | Aventura                      | Marcin Siwek           | Luchs Soft             | 28 de outubro de 2018   | Mundo                 |              |          |         |         |                       |       |
| Weltenschlächter                      | Shoot 'em up                  | Luchs Soft             | Luchs Soft             | 29 de abril de 2017     | Mundo                 |              |          |         |         |                       |       |
| Wyvern Tales                          | Role-playing game             | Jasper van Turnhout    | Nomad Studio           | 4 de abril de 2018      | Mundo                 |              |          |         |         |                       |       |
| Xump - The Final Run                  | Puzzle                        | Nop90                  | Retroguru              | 19 de abril de 2019     | Mundo                 |              |          |         |         |                       |       |
| Yatsuna Vol. 1: The Alchemy of Cubes  | Compilação                    | Fadest                 | Retro-Gaming Connexion | 2006                    | PAL                   |              |          |         |         |                       |       |
| Yatsuna Vol. 2: The Space Incident    | Compilação                    | Fadest                 | Retro-Gaming Connexion | 2008                    | PAL                   |              |          |         |         |                       |       |
| Zaku                                  | Shoot 'em up                  | PenguiNet              | Super Fighter Team     | 24 de outubro de 2009   | Mundo                 |              |          |         |         |                       |       |